# L'uomo che voleva essere colpevole
L'uomo che voleva essere colpevole (titolo originale: Manden Der Ville Vaere Skyldi) è un romanzo del 1973 dello scrittore danese Henrik Stangerup e rappresenta un esempio di romanzo distopico.

## Ambientazione
L'opera rientra nel filone distopico novecentesco: a conferma di ciò è possibile rintracciare, su ammissione dell'autore stesso, la presenza di tratti comuni tra L'uomo che voleva essere colpevole e 1984 di George Orwell. Tuttavia, mentre nel capolavoro di Orwell il Grande Fratello esercita un controllo diretto sulla società, nel testo di Stangerup il Governo danese attua un controllo indiretto sugli individui, servendosi del mezzo linguistico come propaganda (privandolo a tal fine di termini che possano ricordare la colpevolezza umana). Il testo di Stangerup ipotizza una situazione non del tutto fantascientifica, ma che costituisce, in sostanza, una possibile proiezione nel futuro dell'ideologia socialista congiunta al Luteranesimo scandinavo; infatti la negazione del libero arbitrio di tale confessione e il principio socialista di assicurare il bene collettivo vengono da Stangerup letti in termini assai problematici. La società in cui vive Torben è caratterizzata dalla progressiva soppressione degli aspetti della personalità umana che, come il senso di colpa, possono risultare "socialmente dannosi". L'aggressività è tollerata, ma il Governo ha preposto un gruppo di Assistenti, designati da funzionari che organizzano regolari riunioni durante le quali si dà sfogo contro fantocci o manichini all'aggressività ai fini di controllarla e, a lungo andare, reprimerla. I princìpi socialisti su cui si fonda il governo ipotizzato da Stangerup portano all'edificazione di strutture di grandi dimensioni dette "supercondomini" in cui vive, perfettamente e inconsapevolmente omologata, la quasi totalità della popolazione.

## Sintesi della trama
Torben è uno scrittore che ha partecipato alle rivolte cariche di promesse degli anni "60, ma ha rifiutato l'anarchismo cruento del decennio seguente. Ha scritto due romanzi improntati all'idealismo rivoluzionario e sessantottino, ma al momento la profonda crisi esistenziale che sta vivendo si ripercuote sulla sua produzione, tanto che non riesce a scrivere nuovi romanzi. Ha una moglie, Edith, e un figlio, Jesper, e insieme vivono a Copenaghen in un piccolo appartamento, situato in un "supercondominio". 
Torben conduce una vita apparentemente tranquilla, ma in realtà caratterizzata da noia e frustrazione. Proprio tale insoddisfazione porta Torben all'alcolismo. Una sera in cui ha bevuto troppo è preso da un violento accesso di collera e uccide la moglie. In nessun momento sarà presa in considerazione l'ipotesi di un processo o di una punizione. Gli psichiatri si incaricano del caso, cercando di far credere a Torben di non essere responsabile della morte di Edith, mentre gli Assistenti giocano la loro parte. L'assassinio viene rapidamente trasformato in incidente e, grazie all'assunzione di tranquillanti e a lunghe conversazioni con uno psichiatra, Torben può tornare alla sua vita quotidiana. Gli viene però negato il diritto di educare il figlio Jesper, perché si ritiene che sia troppo squilibrato e quindi incapace di assumersi i doveri di padre; sarà così costretto a vivere solo con i suoi incubi che gli Assistenti invitano a superare con l'indolore aiuto delle pillole. Non ha più il diritto di scrivere, o meglio di pubblicare, perché le sue opere date alle stampe fino a quel momento non corrispondono ai valori positivi che consentono il progresso e il bene della società e per i quali gli editori ricevono sovvenzioni statali. Torben viene dunque assunto in un ufficio statale il cui compito è la progressiva semplificazione ed edulcorazione della lingua, sostituendo le parole "a connotazione negativa" con eufemismi. Ad esempio, lo scrittore è incaricato di trasformare la "ritenuta fiscale" in "contributo per la sicurezza". Vero motivo per il quale Torben svolge un lavoro alienante è la prospettiva che Jesper gli sia restituito. Vuole che il mondo riconosca la sua colpa, vuole essere punito perché – crede – solo dopo aver scontato una pena potrà essere dichiarato idoneo a ricoprire nuovamente il ruolo di padre. Per il momento non può fare altro che redigere confessioni impubblicabili che sono per lui una sorta di purificazione psichica ma non ha la minima speranza di essere un giorno reintegrato nel nuovo universo della Danimarca socialista. Torben finisce per essere inviato al "Parco della felicità", creato per emarginati o, tanto per usare un'espressione più brutale, per i malati mentali.

## Temi principali

### Straniamento
Tema di fondo del romanzo è la trasformazione radicale di una società nel tentativo di abolire il concetto di colpa: Torben si estranea gradualmente dagli atteggiamenti degli uomini di quel mondo sia nell'agire sia nel pensare. Stangerup lo descrive come un uomo che, dopo aver ucciso sua moglie, perde totalmente sintonia con la società danese. 
La tecnica dello straniamento viene adottata dall'autore al fine di creare un senso di alienazione nei lettori, permettendo loro di formulare una critica del vivere moderno, creando un parallelismo tra lo stile dell'opera e le vicende narrate.

### Rapporto tra società e  natura
Il binomio società-natura è onnipresente nel testo di Stangerup. Il messaggio fornitoci dall'autore è tanto crudo quanto interessante: la natura è morta ed è stata uccisa dalla società. L'analisi condotta dall'autore è oltremodo accurata e anche nella descrizione degli ambienti, sia esterni sia interni, c'è un forte richiamo all'atteggiamento ipocrita dell'uomo nei confronti della natura. Il fatto che Stangerup descriva la presenza (incoraggiata dal governo) dei bonsai nelle abitazioni è emblematico in tal senso.
La società di Torben vive in palazzi che l'autore definisce "supercondomini" e ci sono delle mense pubbliche dove tutti i condomini possono pranzare e cenare (si noti anche la cura di Stangerup nello stravolgere l'immagine riunita a tavola). Non vi è libera procreazione: il governo impone alle famiglie di fare richiesta di uno specifico certificato che permetta loro di poter generare figli. I neonati generati senza questa specifica richiesta vengono prelevati dalla famiglia e portati in specifici orfanotrofi. In questo modo il cittadino è costretto, suo malgrado, ad aderire a questo sistema.

### Informazione e media
All'interno del libro viene affrontato anche il tema dell'informazione e dell'importanza che i media investono nella società moderna. Il governo danese, ipotizzato in maniera distopica da Stangerup, filtra l'informazione di massa indirettamente, in modo tale da avere il totale controllo ideologico della popolazione: viene narrato che le case editrici vengono sovvenzionate dal governo nel momento in cui pubblicano i cosiddetti "romanzi sociali", ovvero dei testi manipolati dal governo. Proprio questo aspetto evidenzia come il romanzo di Stangerup possa essere considerato "una fantasia scientifica o una fiction ipotetica" (A. Morigi) in quanto questa situazione non si discosta in maniera sostanziale dalla realtà.

### Passato e memoria
Il passato è ciò di cui Torben si serve per sopravvivere all'interno della società: la sua vita è fatta di continui flashback, ritorni al suo passato da sessantottino e ad altri episodi (come quello della pesca con il padre). Torben si serve della propria memoria per salvare la propria famiglia dai meccanismi alienanti della società: egli indugia con insistenza sulla figura della moglie per riallacciare i rapporti con suo figlio.

### Il rapporto tra colpa e libertà
In un mondo perfetto, quale quello ipotizzato dal Governo danese,  non c'è posto per la colpa, residuo di un mondo ormai superato e di un arcaico concetto di uomo faticosamente rimovibile. La colpa è un'onta che la società perfetta deve cancellare e che si affanna a estinguere, sopportando con ostinata benevolenza ogni rigurgito di colpevolezza di Torben. Cancellare il male diventa l'imperativo sociale primo che tutti seguono, riconducendone la causa ad atti di "assenza da sé" e "dipendenza da". Introducendo il volume nel 1982, Anthony Burgess, a commento della situazione delineata da Stangerup, parla di pelagianesimo dello stato danese in opposizione ad Agostino ed evoca Søren Kierkegaard, pensatore della colpa agli antipodi dalla nuova "filosofia" del proprio stato. Riferimenti che troviamo e cogliamo nel testo, tuttavia, insieme ad altri e in primo luogo insieme alla cancellazione di ogni imputabilità, che riguarda la cattiva azione ma anche la buona. Negando la colpevolezza, è l'imputabilità stessa dell'azione che viene negata. Ed è proprio contro questa negazione che Torben vuole essere colpevole. Dal misconoscimento della colpevolezza segue, inoltre, la perdita di legami. Un legame – affettivo – Torben lo ha perduto uccidendo la moglie. Se però vuole essere dichiarato colpevole, ciò è per poter scontare la propria pena, per sottomettersi alla giustizia e, poi, tornare alla sua vita con il figlio; detto altrimenti, la possibilità di ricominciare a vivere una volta scontata la pena. La colpevolezza deve essere assunta per ricominciare a vivere, dunque, contro l'assoluzione non domandata in questa sorta di processo kafkiano alla rovescia, dove negare la colpevolezza coincide con il negare la possibilità di rialzarsi e ricominciare. Il divieto di ricominciare a vivere non è mai esplicito o esplicitato chiaramente ma è implicato dallo sfaldamento stesso dei legami e dell'identità del protagonista, della realtà circostante, nella scoperta che nessuno è più degno di fiducia e capace di dire qualcosa di vero, ché tutti i personaggi si legano a Torben in una sorta di tacito intento rieducativo, esito della società pura e nuova costituita da personaggi solo in apparenza incontrati per caso; personaggi che si susseguono quasi sempre senza nome, identificati piuttosto dalla loro professione e dal ruolo rieducativo svolto. Riconoscere di essere colpevole, invece, vuol dire poter ancora avere legami. Con il proprio gesto e con le proprie azioni, con sé. Vuol dire affermare il proprio sé, anche colpevole. L'opera di Stangerup mostra quanto sia attuale l'urgenza della libertà nei termini di imputabilità, di responsabilità personale, anche di colpevolezza. Togliere la colpa e il suo scandalo, pretendere di annullarne progressivamente l'effetto è anche voler annullare quella dimensione dell'umano che sbaglia affermando la propria libertà; che disobbedisce liberamente sbagliando, peccando, ma rispondendo in prima persona. L'uomo che vuole essere colpevole, dunque, è anche l'uomo che vuole esserlo perché gli si riconosca la sua libertà, il suo essere libero. Libero di continuare a vivere, amare, progettare in prima persona, sapendo di essere colui che è libero; ancora, perché la vita possa riprendere e ricominciare non nello sforzo imposto dalla società ma nell'umanità accolta e amata anche nella sua colpa. È per ricominciare a vivere, per riprendersi la propria libertà che il protagonista domanda che la sua azione gli sia imputata, che domanda che la colpa gli sia riconosciuta perché il bene gli sia ancora possibile e non negato. Quel bene che per lui è il legame rimasto con un figlio che invece, rieducato, lo sfugge; bene, che è la "voce" di Edith che continua a sentire come appello che incoraggia la sua libertà di essere, anche, colpevole. Colpevole ma, ancora e di nuovo, amabile.

## Personaggi
- Torben: è un intellettuale che ha posto le sue doti letterarie a servizio dello Stato; il suo compito è edulcorare i termini arcigni della burocrazia con parole meno pregnanti al fine di non creare comportamenti socialmente dannosi. Terminata l'era delle contestazioni giovanili, Torben si trova a vivere in condizioni di noia ed estenuazione spirituale, in conseguenza alla caduta degli ideali che avevano animato la sua gioventù. La vita di Torben rappresenta un labirinto, un percorso angosciante, una follia agonistica che vuole realizzare il paradiso sulla terra per applicarvi un'utopia.
- Edith: è la moglie del protagonista che,  pur condividendo inizialmente la protesta di Torben contro la social-democrazia danese, in un secondo momento cede alla subdola propaganda del governo. Il legame tra Torben ed Edith viene meno a causa della resa di Edith al nuovo sistema educativo che bandisce la lettura delle fiabe di Andersen ai bambini, che regolamenta e disciplina ogni dimensione della vita di coppia. L'accettazione degli esercizi per il controllo della collera e delle passioni e del costante monitoraggio della famiglia da parte di psichiatri e pedagogisti che sanno orientare la vita dei singoli acuisce l'incapacità di Edith di ribellarsi a questo sistema di valori. Ella arriverà addirittura a chiedere il divorzio soltanto perché non condivide la libera scelta di Torben di dire "no" alla perfezione imposta.
- Jesper: è il figlio di Torben ed Edith; scompare dalla narrazione subito dopo la morte della madre. Una volta dimesso dall'ospedale, Torben tenterà ripetutamente di mettersi in contatto con lui, che però si mostrerà sempre restio a riallacciare i rapporti col padre. Nel finale compare come testimone della non colpevolezza del padre nella trasmissione televisiva (in realtà un esperimento del Governo per convincere Torben di non aver volontariamente ucciso la moglie) a cui il protagonista è invitato.
- Personaggi minori: caratteristica comune a tutti i personaggi minori è il fatto che essi si rivelano sempre diversi da come appaiono. È il caso di Birgit e di suo fratello Villy che sembrano, agli occhi di Torben, essere le uniche persone disposte ad accettare la sua colpevolezza; questa speranza è poi disattesa e rappresenta la totale perdita di lealtà e profondità nelle relazioni interpersonali, riflesso di una società che nega parte essenziale della natura umana.

## Adattamenti cinematografici
- The Man Who Wanted to Be Guilty, regia di Ole Roos (1990)[1]

## Edizioni
- Henrik Stangerup, L'uomo che voleva essere colpevole, trad. di Anna Cambieri, introduzione di Anthony Burgess, Iperborea, Milano 1990. ISBN 88-7091-013-X
- Henrik Stangerup, L'uomo che voleva essere colpevole, trad. di Anna Cambieri, Guanda, Parma 2001. ISBN 88-8246-316-8